# Ophiodothella liebenbergii
Ophiodothella liebenbergii är en svampart som beskrevs av Doidge 1942. Ophiodothella liebenbergii ingår i släktet Ophiodothella och familjen Phyllachoraceae.   Inga underarter finns listade i Catalogue of Life.